# Serguéi Necháyev
Serguéi Gennádievich Necháyev (en ruso: Серге́й Генна́диевич Неча́ев; 1847-1882), también transcrito como Nechaev, figura revolucionaria rusa popularmente asociada con los movimientos nihilista y anarquista y conocido por su teoría de la revolución con medios mínimos y por su extremismo.

## Biografía
Nace el 2 de octubre de 1847 en Ivánovo, una villa dedicada a la industria textil, de padres de clase baja.
En 1865, contando con 18 años, Necháyev se traslada a Moscú, donde trabaja para el historiador Mijaíl Pogodin. Un año más tarde se instala en San Petersburgo, como profesor en prácticas, relacionándose con el ambiente intelectual de la juventud que asiste a la Universidad de la ciudad, participando en el activismo estudiantil entre 1868-1869, liderando una minoría radical con Piotr Tkachov y otros, bajo la influencia de la literatura del Decembrismo, el Círculo Petrashevski, y Mijaíl Bakunin. 
Escribe un “Programa de actividades revolucionarias”, y un “Catecismo del revolucionario” (1868), cuya difusión lo harán popular.
En enero de 1869, Necháyev huye a Ginebra, Suiza, temiendo su arresto, entrando en comunicación con Mijaíl Bakunin y su amigo y colaborador Nikolái Ogariov. Regresa fugazmente a Rusia a finales de 1869, creando la sociedad secreta Naródnaya Rasprava (Народная расправа, “Venganza del Pueblo”). De vuelta en Suiza publicará algunos artículos (“Los fundamentos del Sistema Social del Futuro”), siguiendo su tarea editorial en Londres (1870), París (1871) y Zúrich (1872), donde será arrestado el 14 de agosto de ese año por asesinar a uno de sus compañeros de la sociedad secreta tras anunciar este que pensaba abandonar la asociación, pues no veía clara la naturaleza de la misma. Implicó a otros miembros del grupo en el asesinato de su propio compañero.
Fue devuelto a Rusia, siendo condenado el 8 de enero de 1873 a 20 años de trabajos forzados. Durante su estancia en prisión, mantendrá contactos con el Comité Ejecutivo del grupo radical Naródnaya Volia. Muere en su celda el 3 de diciembre de 1882.

## Repercusión de sus ideas
Su relación con el anarquismo e incluso con las ideas nihilistas es compleja y discutida, empezando porque nunca declaró un credo ideológico ni filosófico, en momentos de su vida y obra se acerca a estas y en otros momentos lo que hace es una apología del simple terrorismo, muchas veces estuvo entre lo serio y otras entre lo ridículo, unas veces consciente de esto otras veces no; cuestiones que lo han convertido en una caricatura del radical político. Bakunin, luego de que se confesara ante el zar, se alejó de él. Por su parte, Marx y Engels lo denunciaron como personaje infame.
La leyenda popular de Necháyev se extenderá a lo largo del tiempo, así por ejemplo Fiódor Dostoyevski lo recordará a través del personaje de Piotr Verjovenski, en Los endemoniados, basado en Necháyev.
Su principal texto, “Catecismo del revolucionario”, ha influido sobre generaciones de militantes extremistas de distintas ideologías, contando con una reedición a cargo del grupo estadounidense Black Panther Party en 1969, cien años de la publicación del original. En 2014, coincidiendo con el bicentenario del nacimiento de Bakunin, la editorial La Felguera reeditó el “Catecismo del revolucionario” junto con textos de Bakunin y Fiódor Dostoyevski.
El escritor Eldridge Cleaver, vinculado al grupo, escribirá en su favor en su obra Soul on Ice (1968). También se reconoce su influencia en la formación de las Brigate Rosse en Italia en los mismos años.
En su novela El maestro de Petersburgo, J.M. Coetzee cuenta la historia de un hijo de Dostoyevski que, supuestamente, murió en hechos confusos y ciertamente alucinados. En la novela aparece Necháyev como un personaje central.